# Коронавірусна хвороба 2019 у Сенегалі
Спалах коронавірусної хвороби 2019 у Сенегалі — це поширення пандемії коронавірусної хвороби 2019 на територію Сенегалу. Перший випадок хвороби в країні зареєстровано 2 березня 2020 року в столиці країни Дакарі.

## Хронологія

### Березень 2020 року
2 березня 2020 року зареєстровано перший випадок коронавірусної хвороби в Сенегалі, яким став 54-річний чоловік з Франції, який проживав у окрузі Альмаді в Дакарі, результат підтверджено в Інституті Пастера в Дакарі. 29 лютого 2020 року він прибув до країни авіарейсом авіакомпанії «Air Senegal». Сенегал став другою країною на південь від Сахари, після Нігерії, де виявлено підтверджені випадки хвороби. Другим підтвердженим випадком коронавірусної хвороби став чоловік, який прибув до Дакара з Франції. Стан обох хворих розцінювався як задовільний.
До 4 березня кількість випадків зросла до 4, причому обидва випадки зареєстровано в іноземних громадян. Перший випадок з них зареєстровано в дружини першого випадку в Сенегалі, яка прибула в країну 19 лютого. Інший новий випадок зареєстрований у британця з Лондона, який прибув до Сенегалу 24 лютого.
Африканська баскетбольна ліга відклала початок свого першого сезону, який мав розпочатися в Дакарі 6 березня 2020 року. Це спричинило страх перед релігійними масовими святкуваннями та паломництвами, зокрема Гранд Магал, яке святкують прихильники руху Мюридія, та яке відбувається в місті Туба.
10 березня міністр охорони здоров'я Сенегалу Абдулає Діуф Сарр заявив місцевій пресі, що уряд відмінить релігійні заходи, якщо це порекомендують лікарі. Того ж дня підтверджено позитивний тест у громадянина Сенегалу, який повернувся з Італії, який став п'ятим випадком хвороби в країні.
12 березня у Сенегалі виявлено 5 нових випадків хвороби, які були членами сім'ї хворого сенегальця, який повернувся з Італії. Один із хворих був жителем священного міста для місцевих мусульман Туба, незважаючи на те, що мусульманські священнослужителі переконували віруючих, що вони мають імунітет до коронавірусу.
Станом на 15 березня в Сенегалі було 24 підтверджених випадків хвороби. Сенегал ввів обмеження на транспортне сполучення, заборонив захід круїзних суден у свої порти, та закрив школи на три тижні для боротьби з поширенням коронавірусної хвороби. У країні також на місяць заборонено громадські заходи, включно паломництва до мусульманських та християнських святинь.
23 березня в Сенегалі оголошено надзвичайний стан.
На кінець місяця в країні зареєстровано 175 випадків хвороби, 40 з яких одужали, 135 випадків на кінець місяця залишалися активними.

### Квітень 2020 року
У квітні в Сенегалі зареєстровано 758 нових випадків хвороби, унаслідок чого загальна кількість випадків хвороби зросла до 933. Кількість померлих зросла до 9. Кількість одужань зросла до 334, на кінець місяця в країні нараховувалось 590 активних випадків хвороби.

### Травень 2020 року
11 травня в Сенегалі на 30 % зросла кількість інфікувань коронавірусом, 12 травня в країні пом'якшили обмеження на відвідування мечетей та церков, а також пом'якшили комендантську годину. Кількість випадків хвороби в країні на цей день зросла до 1886, з яких 19 хворих померли.
Протягом травня у Сенегалі зареєстровано 2712 нових випадків хвороби, унаслідок чого загальна кількість випадків зросла до 3645. Кількість померлих зросла до 42. Кількість одужань зросла до 1801, на кінець місяця залишилось 1802 активних випадки хвороби.

### Червень 2020 року
У червні в країні зареєстровано 3148 нових випадків хвороби, унаслідок чого загальна кількість випадків зросла до 6793. Кількість померлих зросла до 112. Кількість одужань зросла до 4431, на кінець місяця в країні залишилось 2250 активних випадків хвороби.

### Липень 2020 року
У липні в країні зареєстровано 3439 нових випадків хвороби, внаслідок чого загальна кількість випадків зросла до 10232. Кількість померлих зросла до 205. Кількість одужань зросла до 6776, на кінець місяця в країні залишалось 3251 активний випадок хвороби.

### Серпень 2020 року
Оскільки в країні продовжувала зростати кількість випадків хвороби, яка досягла 8 серпня 11 003 (66 % з яких одужали) та 229 померлих, міністр внутрішніх справ Сенегалу оголосив про нові обмеження, включаючи обов'язкове носіння масок у закритих приміщеннях, заборону скупчення людей на пляжах, на спортмайданчиках, громадських місцях та театрах, а також заборона будь-яких демонстрацій на трасах загальнонаціонального значення, зокрема в регіоні Дакар.
Директор програм Африки центру стратегічних та міжнародних досліджень Джадд Девермонт високо оцінив боротьбу Сенегалу, визнавши його другою кращою серед країн у світі (після Нової Зеландії), у боротьбі з епідемією коронавірусної хвороби.
У серпні в країні зареєстровано 3379 нових випадків хвороби, унаслідок чого загальна кількість випадків у країні зросла до 13611. Кількість померлих зросла до 284. На кінець місяця було 3888 активних випадків, що на 20 % більше порівняно з кінцем липня.

### Вересень 2020 року
У вересні зареєстровано 1108 нових випадків хвороби, унаслідок чого загальна кількість випадків зросла до 14919. Кількість померлих зросла до 309. Кількість одужань зросла до 12231, на кінець місяця залишилось 2379 активних випадків хвороби.

### Жовтень 2020 року
У жовтні зареєстровано 697 нових випадків хвороби, загальна кількість випадків хвороби зросла до 15616. Кількість померлих зросла до 324. Кількість одужань зросла до 14853, на кінець місяця залишилось 439 активних випадків хвороби.

### Листопад-грудень 2020 року
У листопаді зареєстровано 491 новий випадок хвороби, загальну кількість випадків зросла до 16107. Кількість померлих зросла до 333. Кількість одужань зросла до 15627, на кінець місяця залишилось 147 активних випадків хвороби.
У грудні було зареєстровано 3033 нових випадки хвороби, що збільшило загальну кількість підтверджених випадків до 19140. Кількість померлих зросла до 410. Кількість одужань зросла до 17254, на кінець місяця залишилось 1476 активних випадків хвороби.

### Січень–березень 2021 року
9 січня 2021 року міністр охорони здоров'я Уссейну Бадіан заявив, що в Сенегалі немає достатньо холодильних камер для вакцини Pfizer–BioNTech або «Moderna» проти COVID-19, і країна очікує на вакцини через механізм COVAX, який підтримує Всесвітня організація охорони здоров'я.
12 січня кількість померлих досягла 480.
Поліція застосувала сльозогінний газ для розгону демонстрації в Нгорі в Дакарі, після того, як президент Макі Салл оголосив комендантську годину з 21:00 до 5:00 у Дакарі та регіоні Тієс. Інші демонстрації відбулися в районі Медіна та Йофф, а також у передмістях Пікіне, Гедіаває та Тіароє.
Перший випадок варіанту B.1.1.7 був виявлений 28 січня.
У січні було зареєстровано 7787 нових випадків хвороби, що збільшило загальну кількість підтверджених випадків до 26927. Кількість померлих зросла до 638. Кількість одужань зросла до 22145, на кінець місяця залишилось 4144 активних випадків хвороби.
Масова вакцинація почалася 26 лютого, спочатку вводились 200 тисяч доз вакцини Sinopharm BIBP. У лютому було зареєстровано 7593 нових випадки, що збільшило загальну кількість підтверджених випадків до 34520. Кількість померлих зросла до 872. Кількість одужань зросла до 28 894, на кінець місяця залишилось 4754 активних випадків хвороби.
У березні було зареєстровано 4262 нових випадки хвороби, що збільшило загальну кількість підтверджених випадків до 38782. Кількість померлих зросла до 1054. Кількість одужань зросла до 37434, на кінець місяця залишилось 294 активних випадки хвороби.

### Квітень–червень 2021 року
У квітні було зареєстровано 1562 нових випадків хвороби, а загальна кількість підтверджених випадків склала 40344. Кількість померлих зросла до 1107. Кількість одужань зросла до 39083, на кінець місяця залишилось 154 активних випадки хвороби.
У травні було зареєстровано 1072 нових випадки хвороби, внаслідок чого загальна кількість підтверджених випадків склала 41416. Кількість померлих зросла до 1139. Кількість одужань зросла до 40070, на кінець місяця залишилось 207 активних випадків.
У червні було зареєстровано 1541 новий випадок хвороби, а загальна кількість підтверджених випадків склала 42957. Кількість померлих зросла до 1166. Кількість одужань зросла до 41354, на кінець місяця залишилось 437 активних випадків хвороби.

### Липень–вересень 2021 року
У липні було зареєстровано 19333 нових випадків хвороби, що збільшило загальну кількість підтверджених випадків до 62290. Кількість померлих зросла до 1353. Кількість одужань зросла до 47136, на кінець місяця залишилось 13800 активних випадків хвороби. Кількість щеплених склала 806510 осіб.

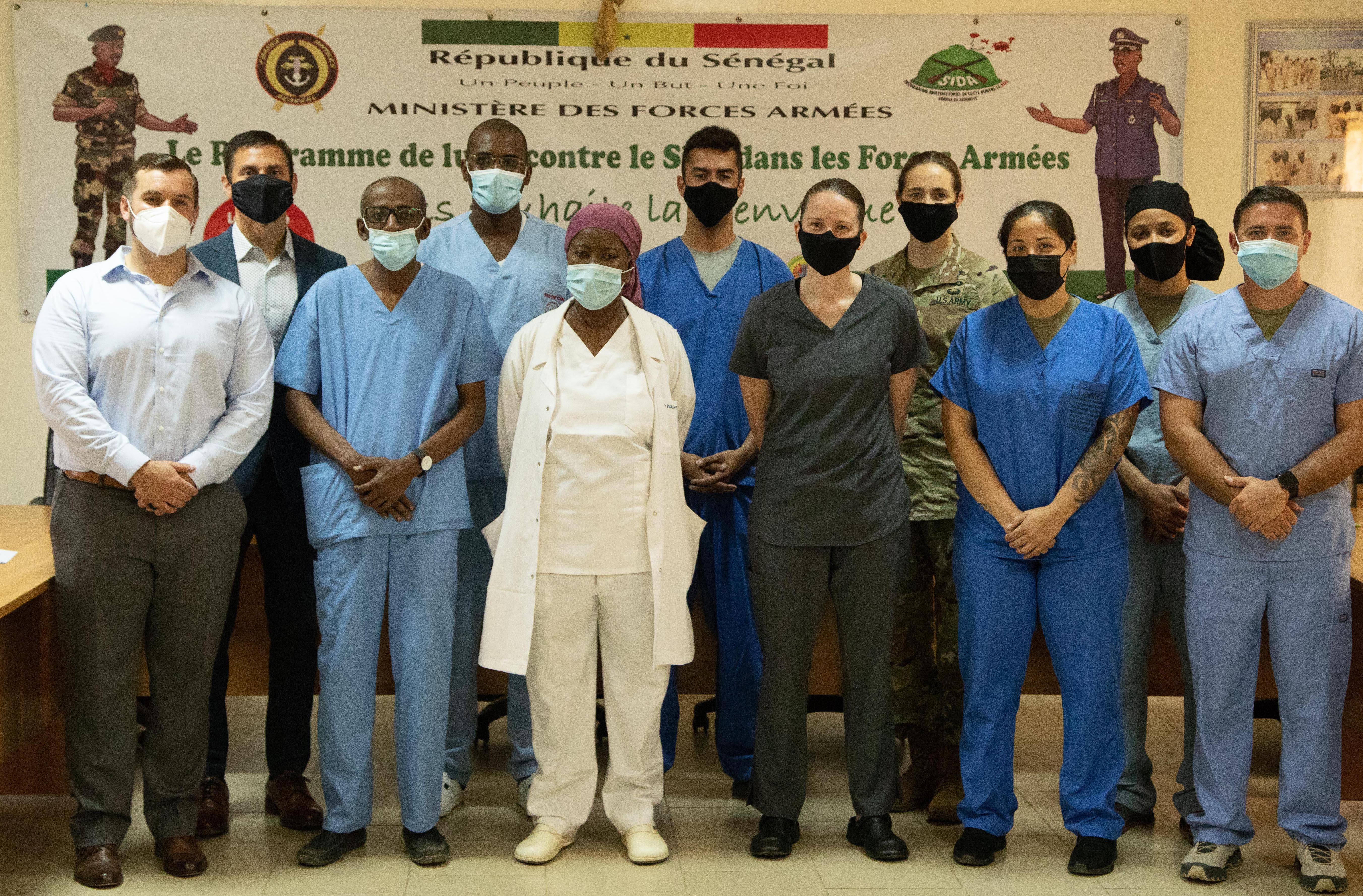
Медичні працівники військового госпіталю Уакам у Сенегалі, липень 2021 року

У серпні було зареєстровано 10515 нових випадків хвороби, що збільшило загальну кількість підтверджених випадків до 72805. Кількість померлих зросла до 1765. Кількість одужань зросла до 62 014, на кінець місяця залишилось 9025 активних випадків хвороби. Кількість щеплених склала 1167364 особи.
У вересні було зареєстровано 970 нових випадків хвороби, що довело загальну кількість підтверджених випадків до 73775. Кількість померлих зросла до 1858. Кількість одужань зросла до 71792, на кінець місяця залишилось 124 активних випадки хвороби. Кількість щеплених склала 1251403 особи.

### Жовтень–грудень 2021 року
У жовтні було зареєстровано 142 нових випадки хвороби, що довело загальну кількість підтверджених випадків до 73917. Кількість померлих зросла до 1878. Кількість одужань зросла до 72019, на кінець місяця залишилось 20 активних випадків. Кількість щеплених склала 1292103 особи.
У листопаді було зареєстровано 73 нових випадки хвороби, що довело загальну кількість підтверджених випадків до 73990. Кількість померлих зросла до 1885. Кількість одужань зросла до 72093, на кінець місяця залишилось 11 активних випадків хвороби. Кількість щеплених склала 1327768 осіб.
5 грудня Інститут досліджень охорони здоров'я, епідеміологічного нагляду та навчання повідомив, що в країні зафіксовано перший випадок захворювання на варіант Омікрон.
У грудні було зареєстровано 1347 нових випадків, що довело загальну кількість підтверджених випадків до 75337. Кількість померлих зросла до 1890. Кількість одужань зросла до 72645, на кінець місяця залишився 801 активний випадок хвороби. Кількість щеплених склала 1365479 осіб. Моделювання, проведене регіональним бюро ВООЗ для Африки, свідчило про те, що через недостатнє звітування справжня загальна кількість інфікувань до кінця 2021 року становила близько 7,5 мільйонів, тоді як справжня кількість смертей від COVID-19 становила близько 6066.

### Січень–березень 2022 року
У січні було зареєстровано 9662 нових випадки хвороби, що довело загальну кількість підтверджених випадків до 84999. Кількість померлих зросла до 1946. Кількість одужань зросла до 80308, на кінець місяця залишилось 2744 активних випадків хвороби. Кількість щеплених склала 1394280 осіб.
У лютому було зареєстровано 694 нових випадки хвороби, що довело загальну кількість підтверджених випадків до 85693. Кількість померлих зросла до 1960. Кількість одужань зросла до 83631, на кінець місяця залишився 101 активний випадок хвороби. Кількість щеплених склала 1447562 особи.
У березні було зареєстровано 208 нових випадків хвороби, що довело загальну кількість підтверджених випадків до 85901. Кількість померлих зросла до 1965. Кількість одужань зросла до 83903, на кінець місяця залишилось 32 активних випадків хвороби. Кількість щеплених склала 1462588 осіб.

### Квітень–червень 2022 року
У квітні було зареєстровано 100 нових випадків хвороби, що довело загальну кількість підтверджених випадків до 86001. Кількість смертей зросла до 1966. Кількість одужань зросла до 84017, на кінець місяця залишилось 18 активних випадків хвороби. Кількість щеплених склала 1465788 осіб.
У травні було зареєстровано 107 нових випадків, що довело загальну кількість підтверджених випадків до 86108. Кількість загиблих залишилася без змін. Кількість пацієнтів, які одужали, зросла до 84120, на кінець місяця залишилось 22 активних випадки хвороби. Кількість щеплених склала 1883218 осіб.
У червні було зареєстровано 227 нових випадків хвороби, що довело загальну кількість підтверджених випадків до 86335. Кількість померлих зросла до 1968. Кількість одужань зросла до 84336, на кінець місяця залишилось 30 активних випадків.

### Липень–вересень 2022 року
У липні було зареєстровано 1051 новий випадок хвороби, що довело загальну кількість підтверджених випадків до 87386. Кількість померлих залишилася без змін. Кількість одужань зросла до 85129, на кінець місяця залишилось 289 активних випадків хвороби.
У серпні було зареєстровано 726 нових випадків хвороби, що довело загальну кількість підтверджених випадків до 88112. Кількість померлих залишилася без змін. Кількість одужань зросла до 86002, на кінець місяця залишився 141 активний випадок хвороби.
У вересні було зареєстровано 307 нових випадків хвороби, що довело загальну кількість підтверджених випадків до 88419. Кількість померлих залишилася без змін. Кількість одужань зросла до 86 339, на кінець місяця залишилось 111 активних випадків хвороби.

### Жовтень–грудень 2022 року
Зразки, взяті в період з травня по жовтень, показали, що в Сенегалі був присутній варіант BA.5.2.1.7, який швидко поширювався.
У жовтні було зареєстровано 386 нових випадків хвороби, що довело загальну кількість підтверджених випадків до 88805. Кількість померлих залишилася без змін. Кількість одужань зросла до 86747, на кінець місяця залишилось 89 активних випадків хвороби.
У листопаді було зареєстровано 68 нових випадків хвороби, що довело загальну кількість підтверджених випадків до 88873. Кількість померлих залишилася без змін.
У грудні було 27 нових випадків хвороби, що довело загальну кількість підтверджених випадків до 88900. Кількість померлих залишилася без змін. Кількість одужань зросла до 86915, на кінець місяця залишилось 16 активних випадків хвороби.

### Січень–березень 2023 року
У січні було зареєстровано 2 нових випадки хвороби, внаслідок чого загальна кількість підтверджених випадків склала 88902. Кількість померлих зросла до 1971.
У лютому було зареєстровано 24 нових випадки хвороби, внаслідок чого загальна кількість підтверджених випадків склала 88926. Кількість померлих залишилася без змін. Кількість одужань зросла до 86947, на кінець місяця залишилось 8 активних випадків хвороби.
У березні було зареєстровано 52 нових випадки хвороби, що довело загальну кількість підтверджених випадків до 88978. Кількість померлих залишилася без змін. Кількість одужань зросла до 86 998, на кінець місяця залишилось 9 активних випадків хвороби.

## Освіта населення з питань охорони здоров'я
У Сенегалі художники беруть активну участь у боротьбі з коронавірусом, створюючи на стінах міста графіті та фрески на теми, пов'язані з COVID-19, для поширення інформації про хворобу та попередження населення, а також для підтримки медичного персоналу, який займається лікуванням цієї хвороби.